# Port lotniczy Bolszije Sziraki
Port lotniczy Bolszije Sziraki – port lotniczy zlokalizowany w miejscowości Bolszije Sziraki (Gruzja). Używany jest obecnie do celów wojskowych.